# Walter Gräsbeck
Sune Walter Gräsbeck, född den 19 juni 1892 i Viborg , död den 8 januari 1952 i Helsingfors, var en finländsk industriman.
Gräsbeck examinerades från Högre Svenska Handelsläroverkets Högskoleavdelning i Helsingfors 1912.  Därefter reste han i Europa och USA. Han var anställd i Petersburg 1912 hos Bureau Vega och 1917-1918 som verkställande direktör för Ab Bumaga, som sålde finländskt papper och cellulosa. Han  återvände till Finland på grund av revolutionen. År 1918 anställdes han av Finska Cellulosaföreningen (senare FINNCELL) och valdes strax därefter till dess verkställande direktör,  vilken post han innehade till sin död. Under hans ledning hade FINNCELL stora framgångar, bland annat tiofaldigades cellulosaexporten under tiden 1921-1935. Gräsbeck erhöll ett stort antal förtroendeuppdrag i statliga, kommersiella och akademiska sammanslutningar och kommittéer. Han var 1940–1941 ordförande för Finlands delegation i den finländsk-sovjetiska blandade kommittén, som bland annat förhandlade om Petsamo nickel, och för krigsskadeståndskommittén 1944. På grund av sina goda kunskaper i ryska och förmåga att med humor lätta på stämningen lyckades Gräsbeck i dessa kommittéer åstadkomma flera för Finland förmånliga beslut och lösningar. Vidare ledde han framgångsrikt handelsdelegationer till England och USA. Gräsbeck mottog ett stort antal hedersbetygelser, blev bergsråd 1940, teknologie doktor honoris causa 1949 och erhöll ett flertal inhemska och utländska ordnar, bland annat blev han Knight Commander av Order of the British Empire.  